# Azucarera Labradora (Calatayud)
La Azucarera Labradora es una antigua fábrica azucarera española situada en el municipio zaragozano de Calatayud, en Aragón. Las instalaciones fueron construidas hacia 1899, estando actualmente declaradas como Bien Catalogado del Patrimonio Cultural Aragonés. 

## Descripción
La Azucarera Labradora tuvo su origen en una Sociedad Azucarera creada en noviembre de 1899 por iniciativa del Casino de Labradores de Calatayud, aunque hasta finales de 1900 no entró en funcionamiento su maquinaria parisina para la producción de azúcar a partir de la remolacha azucarera. La creación de la Sociedad General Azucarera de España en 1903 supuso un importante cambio para la industria azucarera española, que hubo de afrontar una importante reordenación del sector. Como consecuencia de ello, en 1904 la Azucarera Labradora de Calatayud cesó su producción.

## Edificio

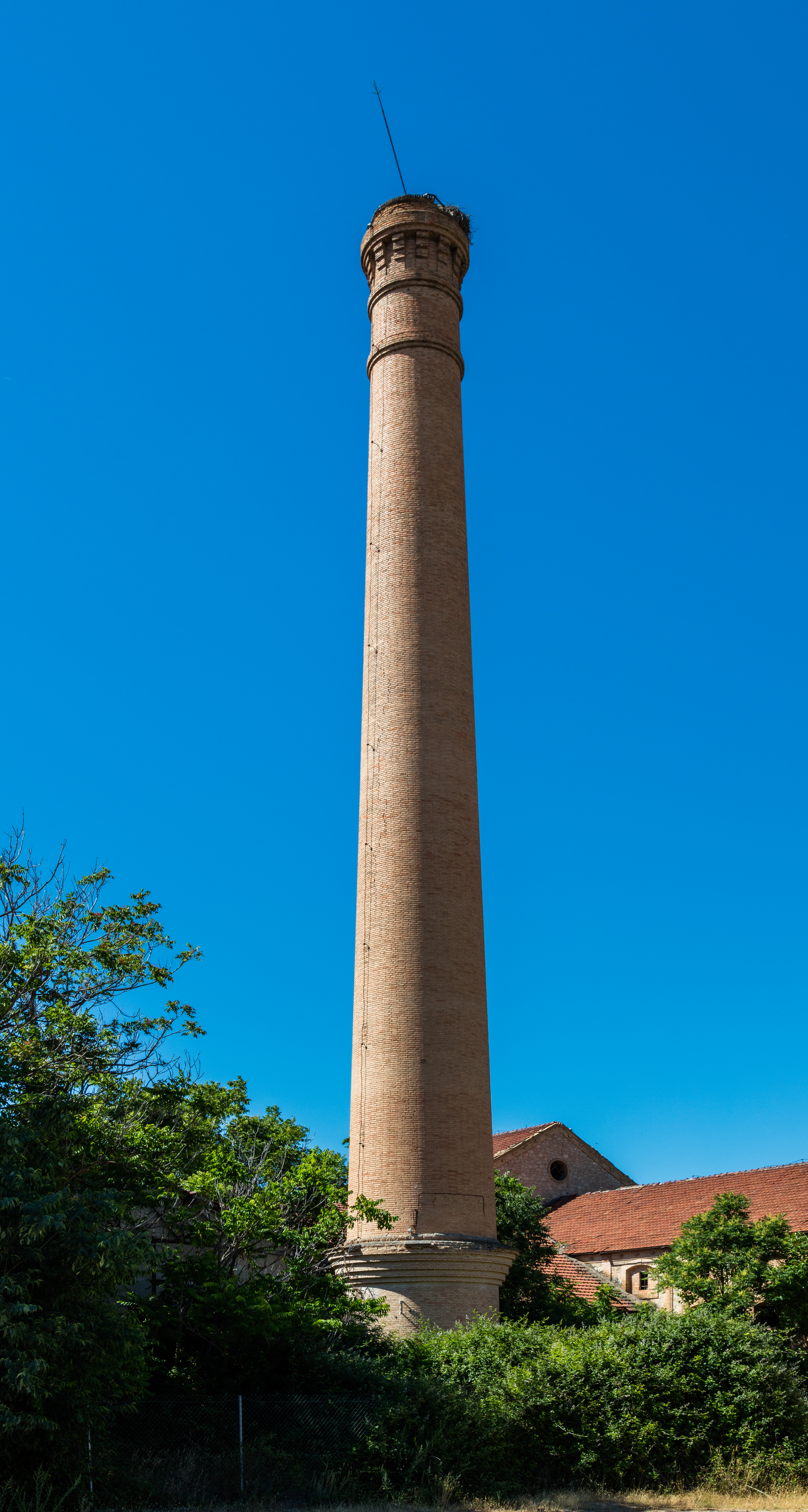
Vista de la torre.

El edificio conservado es una construcción fabril de pequeñas dimensiones formada por una nave central doble y flanqueada lateralmente por dos naves perpendiculares, a las que se adosan otras construcciones secundarias, formando un volumen bastante unitario y compacto con planta en H, que conserva una esbelta chimenea exenta en el espacio abierto posterior. La fábrica es de piedra combinada con ladrillo, tanto en las pilastras que modulan las largas fachadas como en el recercado de los huecos, muchos de los cuales están cegados en la actualidad. Estructuralmente se resuelve mediante muros de carga combinados con estructuras metálicas más novedosas. Asimismo presenta cornisas de ladrillo con pequeños motivos decorativos en resalte y de color más oscuro. 
Los vanos son de distintos tipos: de medio punto, en arco rebajado y adintelados. La gran cantidad de vanos está justificada por la necesidad de iluminación y ventilación del recinto y son los que dotan al conjunto de ritmo y armonía. 